# 1924 na televisão

## Eventos
- Fundação da Norsk Rikskringkasting AS, empresa pública de emissão de televisão e rádio da Noruega.
- Fundado os Diários Associados.

## Nascimentos
| Data           | Nome                            | Profissão                                | Nacionalidade  | Observações | Ref           |
| -------------- | ------------------------------- | ---------------------------------------- | -------------- | ----------- | ------------- |
| 7 de janeiro   | Gene L. Coon                    | roteirista e produtor de televisão       | Estados Unidos | m. 1973     | [ 1 ]         |
| 16 de janeiro  | Katy Jurado                     | atriz                                    | México         | m. 2002     | [ 2 ]         |
| 8 de março     | Paulo Celestino                 | ator e humorista                         | Brasil         | m. 1988     | [ 3 ]         |
| 10 de abril    | Lee Bergere                     | ator                                     | Estados Unidos | m. 2007     | [ 4 ]         |
| 25 de abril    | Paulo Machado de Carvalho Filho | empresário e comunicador                 | Brasil         | m. 2010     | [ 5 ]         |
| 7 de maio      | Henrique Santana                | ator, produtor, encenador e escritor     | Portugal       | m. 1995     |               |
| 18 de maio     | Priscilla Pointer               | atriz                                    | Estados Unidos | m. 2025     |               |
| 4 de junho     | Eva Marie Saint                 | atriz                                    | Estados Unidos |             |               |
| 20 de junho    | Audie Murphy                    | ator                                     | Estados Unidos | m. 1971     | [ 6 ]         |
| 23 de junho    | Ibrahim Sued                    | apresentador, crítico e colunista social | Brasil         | m. 1995     | [ 7 ]         |
| 4 de julho     | Delia Fiallo                    | escritora e roteirista                   | Cuba           | m. 2021     | [ 8 ]         |
| 25 de julho    | Leonardo Villar                 | ator                                     | Brasil         | m. 2020     | [ 9 ]         |
| 16 de agosto   | Fess Parker                     | ator                                     | Estados Unidos | m. 2010     | [ 10 ]        |
| 2 de setembro  | Ramón Valdés                    | ator, comediante e humorista             | México         | m. 1988     | [ 11 ] [ 12 ] |
| 9 de setembro  | Jane Greer                      | atriz                                    | Estados Unidos | m. 2001     | [ 13 ]        |
| 18 de setembro | Eloísa Mafalda                  | atriz                                    | Brasil         | m. 2018     | [ 14 ]        |
| 28 de setembro | Marcello Mastroianni            | ator                                     | Itália         | m. 1996     | [ 15 ]        |
| 6 de outubro   | Renato Corte Real               | ator e comediante                        | Brasil         | m. 1982     | [ 16 ]        |
| 27 de outubro  | Renato Consorte                 | ator                                     | Brasil         | m. 2009     | [ 17 ]        |
| 8 de dezembro  | Osvaldo Sargentelli             | radialista, apresentador e empresário    | Brasil         | m. 2002     | [ 18 ]        |
| ??             | Giorgos Foundas                 | ator                                     | Grécia         | m. 2010     | [ 19 ]        |

## Mortes
| Data | Nome | Profissão | Nacionalidade | Observações | Ref |
| ---- | ---- | --------- | ------------- | ----------- | --- |